# Жута трубача
Жута трубача (лат. Cantharellus lutescens) по укусу упадљиво подсећа на вргање. На Медитерану је има много. 

## Клобук
Клобук је величине 3-7-(13) cm, као и у инструмента трубе, постепено прелази у стручак са средишњом љевкастом па цјевастом шупљином (шупљина прелази све до дна стручка, само је одоздо затворена, тек да не би смо могли у њу дувати). Рубље изрезуцкан и валовит, коврчав, као у салате ендивије, разнолико уврнут и изврнут, те надоле опуштен (није раван). Боје је јаче тамносиве или чак црносмеће, понекад и кестењасте и дјелимично мрљасто жуто свјетлије, зато што се кроз кожицу пробија на површину руменило (наранџасторужичасти тон) његове доње хименијалне стране, а месо је врло танко. Може имати истобојне пахуљице или љуспице по кожици.

## Прутићи
Прутићи се састоје од надоле усмјерених успоредних жилица, односно ребрастих набора, који немају, попут правих листића, оштрицу, него су по хрпту заобљене и тупе. Ова ребра или набори махом су доста раздалеки и плитки, понекад само као стидљиви зачеци некаквог језичка тик по рубом клобук; догаћа се да је чак цијела хименијална страна готово попут равна. У сваком случају ти набори нису правилни и једнако дуги као листићи. Боје су претежно жуте с наранџастом примјесом, но понекад и сивоплавичасте или чак и љубичасте. Њихова база је истобојна.

## Стручак
Величине је 3-13/0,5-2 cm, у врху шири, често спљоштен и као двострук, гол и гладак, уздужно жлијебом удвојен или само црткасто једним дијелом урезан; често искривљен. Кад расте у дубокој маховини, зна се енормно издужити. Истобојан с хименијем; као и од подсјећа на боју зреле марамице, једино при дну и земљи као бјелом навлаком пресвучен. Шупаљ, ломљив или савитљив, послије кише као и клобук.

## Отрусина
Отрусина је светложута.

## Месо
Месо је бијело, а ближе површини и жућкасто, благог укуса и интензивно пријатног слаткастог мириса на воћни цват, понекима на марелице, по другима на цимет, по трећима на ванилију.

## Микроскопија
Споре елипсолдне, 9-12/6,5-8 mi, са капљицама. Код ситније расте базидиј са по двије споре код крупније са по четири до осам.

## Станиште и распрострањеност
Иако је жута трубача и на континенту веома честа и масовна у понеким планинским црногоричним крајевима, на Медитерану је има више, што важи за цио јадрански базен и за готово свако станиште, не само у одређеним крајевима као у унутрашњости. Једини увијет је: у близини мора бити борова шума - алепски, црни или муника. Особито је има обилно по отоцима и по крчевинама кроз борове шуме. Расте често и у дубокој маховини. Расте у великим колонијама, готово повезаним, у којима расте и више стотина јединки.

## Доба године
Јавља се од октобра до јануара.

## Јестивост
Јестива, ароматична и веома цењена врста.

## Сличне врсте
не смије поистовјетити са овом врстом. То је једна изразито континентална, алпинско-субалпинска врста, има (зеленкасто) жути клобук, жуте прутиће и жути стручак, те дјелује јошпрозирније од жуте трубаче. Њени прутићи више су налик листићима, нису тако слаби и плитки. Ниједна друга трубача нема тако лијепе готово ружичастожуте прутиће и хименијални слој. Иначе, првотно сиви, старији попримити жућкасте тонове и у Cantharellusa sinuosusa који је такоће ограничен на хладније планинске зоне.